# Chủ nghĩa thực dân Pháp
Hệ tư tưởng thực dân Pháp là một hình thái ý thức, khái niệm và biểu hiện nhằm xúc tiến và bảo vệ ý tưởng về các thuộc địa ở Pháp, và cung cấp một sự giải thích toàn diện về thế giới liên quan đến các quan điểm nhất định và tuân thủ các chuẩn mực và quy phạm, hướng dẫn hành động.
Các sử gia tin rằng nó được xác lập dần dần, được sinh ra, đã được kiểm chứng và đã tồn tại trong hoàn cảnh cụ thể, mà đặc biệt là một nhân tố đặc biệt quan trọng liên quan đến sự tiến hóa ở Pháp trong quan hệ quốc tế. Do đó, đây không phải là câu hỏi để biết những mặt phát triển của chính sách thực dân Pháp, được hiểu ở đây là tập hợp các đề xuất và định hướng quyết định đương cục của chính quyền Pháp ở hải ngoại thuộc Pháp liên quan đến vận mệnh của các các thuộc địa ở hải ngoại.

## Sáng kiến Đế chế Thuộc địa
Xem thêm: Đại hội Viên
Nội thời kỳ hậu Cách mạng, phương thức xử lý các vấn đề thuộc địa phải được hiểu bao quát bằng lăng kính về cuộc chiến tranh với Anh (và sau đó là liên hợp vương quốc) từ năm 1793 và sự tập trung của Napoléon vào việc khuếch trương sức mạnh của Pháp, bằng khuếch đại ảnh hưởng của Pháp vượt ra ngoài biên giới và tuyên bố về Đế chế. Ý tưởng trung tâm về thiết kế quan niệm bản chất về tính chất liên hệ giữa Pháp và các thuộc địa là khái niệm Đồng hóa thuộc địa: Các thuộc địa định cư được coi là bộ phận của Đế quốc Pháp. Tuy nhiên, khái niệm của đế quốc lúc đó chưa phải là khái niệm đế quốc thực dân, mà nó được liên hệ với chính sách khuếch trương chủ nghĩa của Napoleon ở châu Âu. Sự thật là, ở hải ngoại, chính sách về các thuộc địa của thực dân, thể hiện một "nguyện vọng sở hữu địa khu Anh hơn tất cả mọi nơi trên thế giới" », sự thật là Napoleon là người thuộc cựu chính quyền, phản đối sự đồng hóa cách mạng, khôi phục chế độ nô lệ. Sự biến mất giả tạo của lãnh vực thực dân Pháp (sau đó lần lượt chinh phục Canada thuộc Anh, từ bỏ kiểm soát trên một phần tài sản (bán Louisiana vào năm 1803) và cuộc khởi nghĩa ở quần đảo Antilles, đấu tranh giành độc lập ở Haiti trong năm 1804) kế tục nguy cơ khủng hoảng năm 1815. Hậu Đại hội Viên, ít có sự cắt giảm lãnh thổ (mà cả ở châu Âu và hải ngoại, không phải là mối quan tâm chính của các hội đồng cách mạng hoặc, sau các cuộc chiến tranh của Nã Phá Luân, của Louis XVIII) mà phát sinh sự suy yếu sự hiện diện của lực lượng và thế lực chính trị của Pháp, ở châu Âu và hải ngoại, tạo cho thực dân một thân phận mới, một bản sắc mới.

### Lãnh thổ: diễn biến phát triển của một khái niệm đối với chủ nghĩa khuếch trương đế quốc
Trong khi chủ nghĩa thực dân Pháp - cũng như các đế quốc nói chung - chủ yếu tập trung vào các động cơ của chủ nghĩa trọng thương cho đến khi kết thúc thời kỳ Khôi phục, thì có một sự kiện biến thực dân Pháp thành một thứ mới, hướng về trọng điểm xúc tiến và hỗ trợ cho lực lượng chính trị của nhà nước và nơi lãnh thổ chiếm lĩnh một tầm quan trọng mới; đó là về việc lấy Alger.

#### Giai đoạn quá độ của Alger
Viễn chinh Alger, do Charles X thực hiện vì lý do chính trị quốc nội và uy tín vương triều, nhân khẩu Pháp ít ủng hộ sự kiện này và các tầng lớp chính trị Pháp quan tâm nhiều hơn về tình trạng bất ổn và đấu tranh giai cấp trong lục địa quốc gia, họ coi mục tiêu cuộc xâm lược Alger là lối thoát của khủng hoảng. Cuộc sáp nhập Alger vào ngày 4 tháng 7 năm 1830, không có tác dụng như mong muốn: ngược lại, thành công này ở hải ngoại đã khuyến khích chính quyền trở nên chuyên chế và cường hóa dẫn đến cuộc cách mạng năm 1830.
Đối với chế độ quân chủ tháng 7 mới được thiết lập, Algiers là một di sản khá cồng kềnh và đắt tiền. Louis-Philippe lần đầu tiên nghĩ đến việc khôi phục nó cho Quốc vương Ottoman hoặc chư hầu của ông, Khedive ở Ai Cập, Mehemet Ali, một đồng minh của Pháp. Nhưng ngoại giao chậm chạp khiến cho các thống đốc bao quát nhiều thời gian, bao gồm cả Thống đốc Clauzel, để lãnh đạo một thuộc địa gồm các duyên hải bình nguyên. Chính quyền thực dân chủ nghĩa quản lí của Pháp ở Algeria đã gây nên một cuộc xung đột hội nghị giữa phái "thực dân", những người ủng hộ chủ trương uy tín và khuếch trương, và "những kẻ chống đối", phái tự do, những người ủng hộ di tản. Sức mạnh của phái "thực dân" chiếm ưu thế (1833).
Cuộc chinh phục Algeria rất lâu dài và gian nan. Năm 1837, Pháp xâm lược Constantine - phía đông Algeria; phiến quân smala chuyển về phía tây, thực dân cũng tiến hành bắt Abd el-Kader vào năm 1843; năm 1848 các phong trào kháng chỉ phụ cận tối hậu đã bị dập tắt, nếu người ta không tính đến các nhóm kháng cự xung quanh Tizi Ouzou tồn tại đến năm 1857. Đối mặt với sự kháng cự quyết liệt của người bản địa, Nguyên soái Bugeaud, lúc đầu là người ủng hộ di tản đến Algeria, nghĩ rằng cuộc chinh phục hoàn toàn là lối thoát duy nhất cho nội địa rối loạn. Năm 1838, ông kiến nghị Alger sẽ trở thành một cứ điểm của những nông dân binh sĩ, khôi phục mô thức thuộc địa La Mã và các khu định cư của người Cossack ở vùng Caucase của Nga. Năm 1839, trong khi tiếp tục hành động đàn áp Abd el-Kader, Thiers, một người tự do chuyển sang phái thực dân, đã đưa ra trước hội nghị luận điểm về cuộc chinh phục nội địa. Chiến lược: đây là cách duy nhất để đảm bảo an toàn cho các khu định cư duyên hải. Về kinh tế: Bắc Phi rất màu mỡ và phồn vinh dưới thời Đế quốc La Mã thống trị, nó có thể khôi phục một lần nữa nhờ vào thực dân Pháp. Chiến thuật: Pháp nên huấn luyện một đội quân có đào tạo và cường ngạnh.
Nhân tố tối hậu, mà Thiers không đề cập, nhưng khá quan trọng: chinh phục Algeria trở thành một vấn đề về uy tín của vương triều, như thể hiện bởi các điều răn cho các nhi tử của nhà vua Orléans, Nemours, Joinville, Aumale và Montpensier. Triều đại trẻ Orleans kế tục bộ phận truyền thống lâu đời của Phápː chiến sĩ của chế độ quân chủ, và Napoléon tiếp tục hồi sinh nó. Vai trò này là "đặc quyền quân sự của các con trai quốc vương" có tác dụng chứng thực các danh xưng vương triều được đặt cho một số cứ điểm thuộc địa: Philippeville, Orléansville, Nemours, Aumale. công tước Aumale sáp nhập Smala của Abd el-Kader, vào ngày 16 tháng 5 năm 1843, truyền cảm hứng cho Horace Vernet vẽ bức tranh bất hủ, sẽ là đại thành công tối hậu của triều đại thống trị.
Nó không còn đơn giản là một chỉ thị về vấn đề thương mại, mà Pháp đang dần thực dân hóa hình thức thuộc địa, mua lại và thiết lập các lãnh thổ thuộc địa như địa khu chân thật của Pháp: "Nhân khẩu định cư rất đáng kể, tương đương những nhân khẩu làm nông nghiệp, thương mại, công nghiệp... nam tính và nữ tính hòa quyện lấy nhau, hình thành nên các gia đình, thôn trang và thành thị mà tôi gọi là thuộc địa Algeria. " Ý tưởng thiết kế cái được gọi là "mẹ con" giữa hai bờ Địa Trung Hải, rằng Algeria trở thành bộ phận không thể thiếu của Pháp.
Thời kỳ quá độ cũng chứng kiến hệ thống thuộc địa cũ héo tàn: tin tức về cuộc cách mạng tháng 7 năm 1830 tiếp sức cho các cuộc nổi dậy khôi phục ở Tây Ấn vào năm 1830 đã làm sống lại những biện luận về phế trừ chế độ nô lệ, cho đến tận năm 1848. Pháp quốc mậu dịch đang đạt được đà tăng trưởng trong các khu mậu dịch châu Phi; thu lợi ở địa khu Viễn Đông (khai thông năm cảng ở Đế quốc Trung Quốc vào năm 1845).

#### Đệ Nhị Đế chế Phápvà thời kỳ tiền chủ nghĩa đế quốc
Năm 1848 Pháp hoàn thành cuộc chinh phục Algeria, nhưng việc phế trừ chế độ nô lệ là quyết định gần như bất ngờ bởi những người đảng Cộng hòa thuộc Chính quyền lâm thời và, vài tháng sau, phát sinh chuyện gửi tới Algeria một làn sóng người định cư mới sau đó chính họ: những người bị quyết định trục xuất vào tháng 6: một lần nữa, Pháp lại phục vụ các đại đô thị thuộc địa để giải quyết các vấn đề chính trị quốc nội.
Chính biến ngày 2 tháng 12 năm 1851, do các tướng lĩnh Algeria thực hiện và tuyên bố Đệ Nhị Đế chế Pháp của Napoléon III đã mở ra một kỷ nguyên kiên quyết chuyển hướng sang thời đại khuếch trương của chủ nghĩa đế quốc. "Chính quyền này giúp tăng lương bội phạm vi có lẽ đã viết một trang quyết định của lịch sử thực dân Pháp," Jean Martin viết năm 1987. Khác xa với việc thiết lập một chính sách thực dân bao gồm tất cả hoặc có thể an bài minh hiển dưới quyền uy tối cao bao la của một Napoleon III chủ yếu quan tâm đến uy tín quốc tế, những người "thực dân" cố gắng tận dụng tốt nhất lực lượng nội bộ - và, ít thường xuyên hơn, tranh thủ tần suất ủng hộ của quốc tế - để thực hiện các chiến lược khuếch trương của họ.
Các sứ đoàn tu sĩ Thiên Chúa giáo đến Viễn Đông và châu Phi có tác dụng trọng yếu, trở nên hữu dụng đối với các cuộc chinh phục của các nhà truyền giáo ở lãnh thổ và tăng lên từ những năm 1850, và cũng phục vụ để xoa dịu mối quan hệ giữa Napoleon III và Đảng Thiên Chúa giáo khi tranh luận về vấn đề chính trị Ý. Họ sẽ phát huy tác dụng mang tính quyết định, đặc biệt là ở bán đảo Đông Dương.
Hệ tư tưởng (Hình thái ý thức) của phái Xanh - Xi- mông có ảnh hưởng chủ yếu đến đường lối chính trị của thực dân, đặc biệt là Prosper Enfantin, nguồn cổ vũ lớn cho chính sách chính trị Algeria của Đệ Nhị Đế chế Pháp. Enfantin, vả chăng, và Ferdinand de Lesseps là phát nguyên của sự đột phá từ năm 1854 của kênh đào Suez điều này chứng minh là một thành công và mang lại cho Pháp một lực ảnh hưởng kinh tế và văn hóa ở Ai Cập, ảnh hưởng sẽ suy yếu mà không biến mất hoàn toàn khi Ismaïl Pacha, nhà thống trị Ai Cập tiếp thụ nền giáo dục Paris, sẽ bị người Anh phế truất vào năm 1879.
Ở Tây Phi, đó là một nhân tố địa phương, sự cần thiết phải bảo hộ khu mậu dịch ở Senegal phản đối thánh chiến Hồi giáo do "talibas" của El Hadj Oumar lãnh đạo, khiến người Pháp khai thủy chinh phục nội địa. Chương tối hậu của Năm tuần trên khinh khí cầu của Jules Verne (1863) đã đề cập đến cuộc chiến này, một tiểu thuyết Pháp lấy linh cảm từ chủ nghĩa thực dân.
Pháp hỗ trợ quân sự mà không gặp khó khăn lớn nhờ vào việc tái vũ trang và đề cao hạm đội và pháo hạm Pháp, cũng như nhờ vào sự nhân lên của các trạm hải quân ở hầu hết các địa khu Pháp sở hữu. Những cuộc diễn tập hoàn thành khốn nạn bắt đầu vào năm 1853 cho phép Joseph Lambert, thương nhân và thuyền chủ ở Mauritius, và những người đồng hành của anh ta, kiếm lời Pháp, kể từ năm 1860, gây nên đại ảnh hưởng đến Madagascar – vì những biến hóa trong ảnh hưởng chính trị Malagasy này chỉ tồn tại đến năm 1863 –; tất cả bởi một sự cẩ thận phi thường của Napoléon III trong mối quan hệ của ông với Anh. Ảnh hưởng của Pháp cũng tăng lên ở Comoro nhờ vảo một vụ buôn bán nô lệ da đen, do nhu yếu về lao công (nghịch lý là, chính quyền đã xóa bỏ nó rồi màǃ), vào những năm 1860.
Sự mở rộng này không phải là kết quả của một chính sách thống nhất, mà do điều kiện thuận lợi, các chính sách hợp thởi, hiếm khi được khởi xướng, được chấp thuận sau khi chứng kiến thực tế. Điểm yếu của Pháp là không ảnh hưởng những yêu sách của các cường quốc châu Âu khác - đặc biệt là Vương quốc Anh.

### Thách thức kinh tế
Thực dân Pháp ban đầu hình thành vì nhiều nguyên nhân, trong đó nguyên nhân chủ yếu chắc chắn là chủ nghĩa trọng thương, đặc biệt là tam giác mậu dịch bao quát cấu thành vận may của các cảng khẩu Đại Tây Dương. Hậu biến hóa theo chu kỳ bất lợi cho các thuộc địa trong Cách mạng, sự biến hóa của nền kinh tế thế giới, nói một cách đơn giản, đó là công nghiệp hóa) mà không thất bại trong việc sản sinh ảnh hưởng của Pháp trên các thuộc địa của mình, các thuộc địa mà nó không quyết định xưng là "đế quốc thuộc địa" một cách tình cờ.